# Asunción Tlacolulita
Asunción Tlacolulita är en kommun i Mexiko.   Den ligger i delstaten Oaxaca, i den sydöstra delen av landet, 500 km sydost om huvudstaden Mexico City. Antalet invånare är 699. Arean är 245 kvadratkilometer.
Terrängen i Asunción Tlacolulita är kuperad åt nordost, men åt sydväst är den bergig.